# Station Nort-sur-Erdre
Station Nort-sur-Erdre is een spoorwegstation in de Franse gemeente Nort-sur-Erdre.